# Giovanni Antonio Molineri
Giovanni Antonio Molineri, noto anche come Molinari o Mulinari (Savigliano, 1577 – Savigliano, 16 giugno 1631), è stato un pittore italiano.

## Biografia

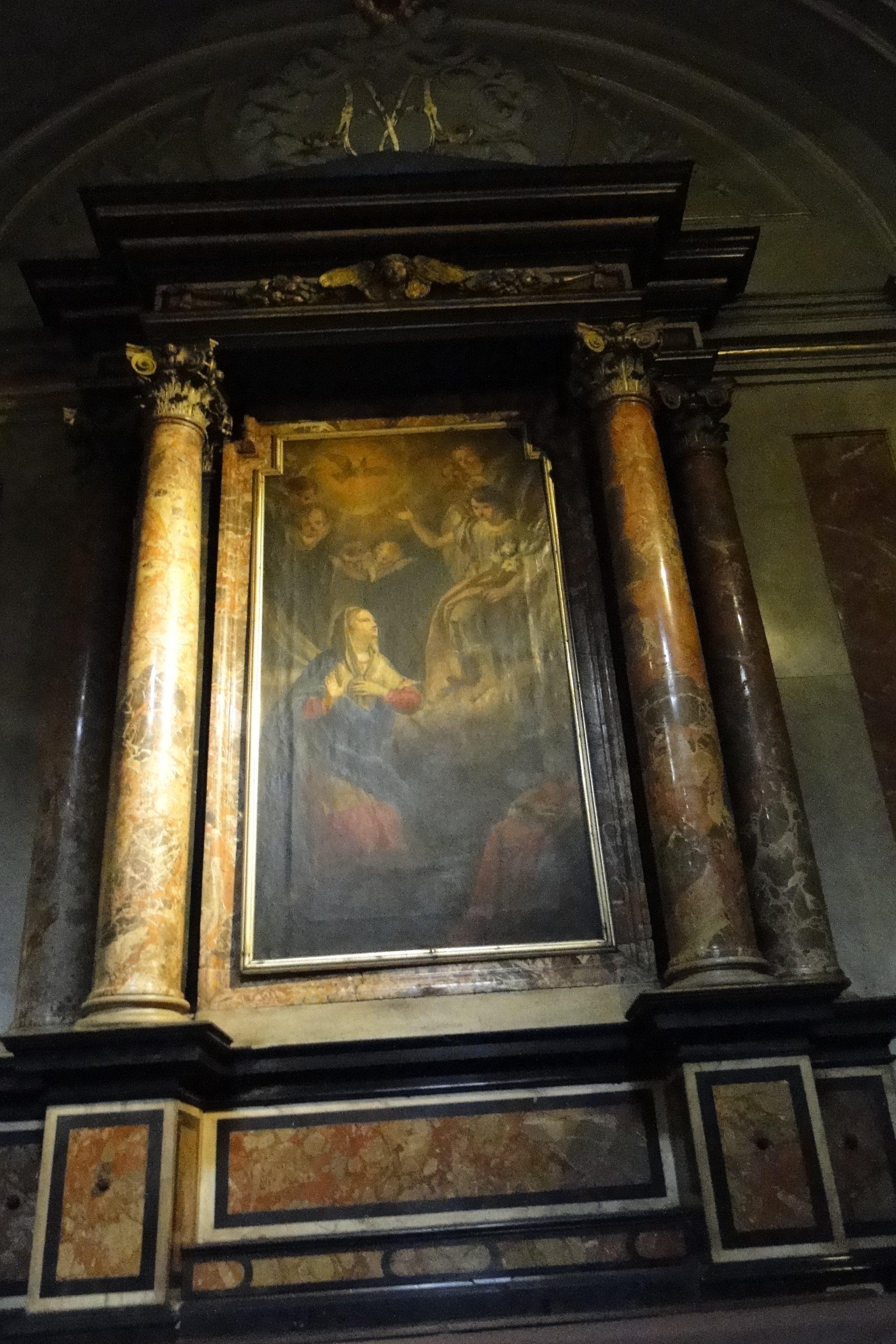
Annunciazione, cappella della chiesa di San Francesco d'Assisi a Torino.

Giovanni Antonio Molineri nacque nella città piemontese di Savigliano nel 1577 da Gabriele e Lucrezia Dolce, quest'ultima figlia di un pittore. Dopo un periodo di apprendistato presso il laboratorio dello zio, Giovanni Angelo Dolce, partì per un periodo di perfezionamento a Roma ove rimase fino al 1615. Rientrato a Savigliano, dipinse Madonna con il Bambino e i ss. Giuseppe e Carlo Borromeo, tra il 1615 e il 1618, e l' Orazione di Gesù nell’orto, tra il 1618 e il 1619, per la chiesa di S. Maria della Pieve in Savigliano. Nel 1621 dipinse alcuni affreschi per il monastero di San Pietro, sempre a Savigliano, fra cui il Martirio dei ss. Pietro e Paolo.  Nel 1619 dipinse per la corte di Torino il Martirio di s. Paolo, oggi conservato presso la Galleria Sabauda di Torino. Sempre a Torino, tra il 1623 e il 1624, dipinse per la chiesa di San Dalmazzo il Trasporto di Cristo al sepolcro. Lavorò quindi molto per chiese e conventi nel cuneese e nel torinese.
Sposatosi ebbe tre figlie (Lucrezia, Gioannina e Ludovica) e un figlio, Giovanni Battista, che seguì le orme paterne.
Morì a Savigliano il 16 giugno 1631.

## Opere

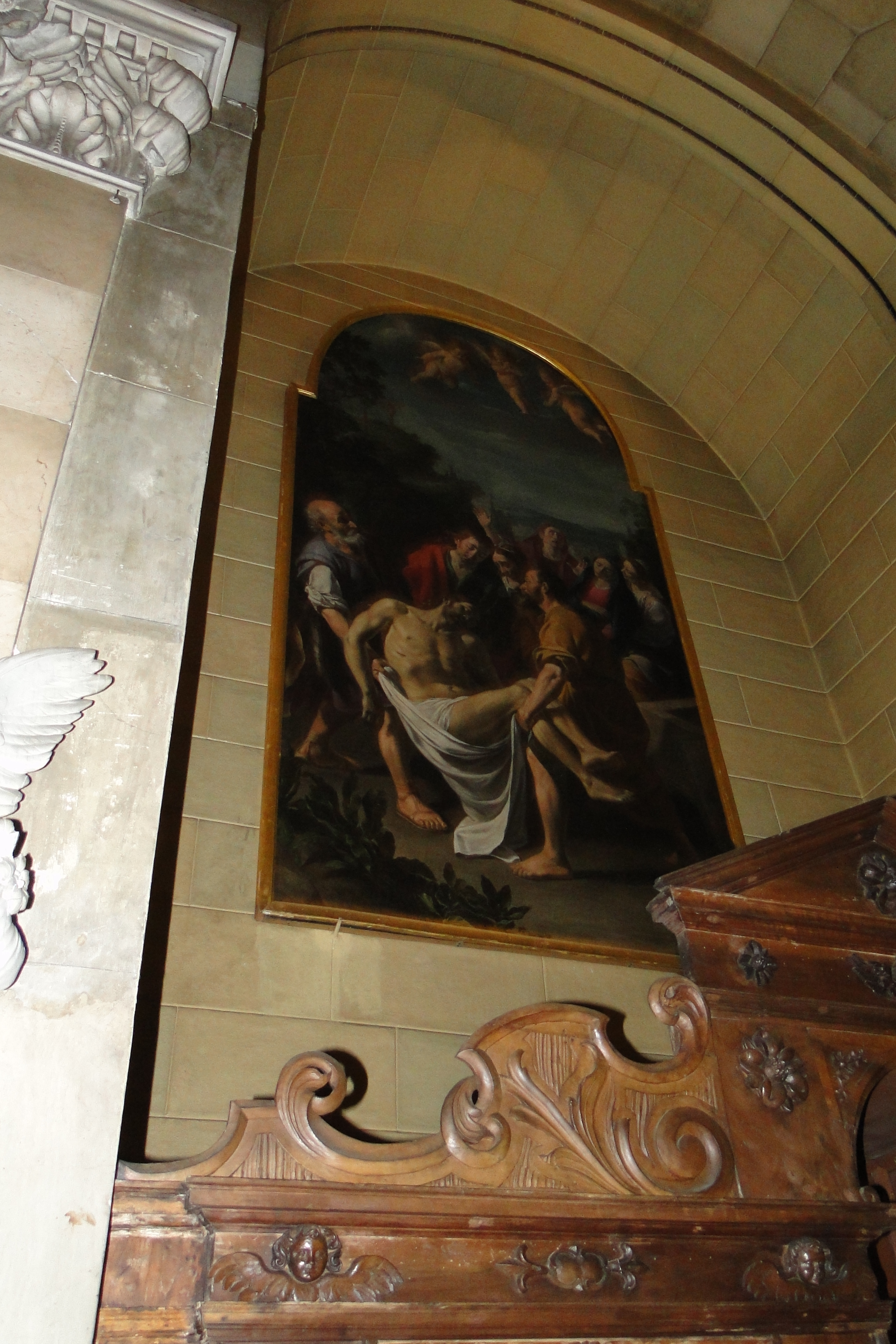
Deposizione, di G.A. Molineri, chiesa di San Dalmazzo a Torino

- Madonna con il Bambino e i ss. Giuseppe e Carlo Borromeo, tra il 1615 e il 1618, per la chiesa di S. Maria della Pieve in Savigliano;
- Orazione di Gesù nell'orto, tra il 1618 e il 1619, per la chiesa di S. Maria della Pieve in Savigliano;
- Martirio di s. Paolo, nel 1619, per la corte di Torino (oggi conservato presso la Galleria Sabauda di Torino);
- Madonna con il Bambino, i ss. Bernardino da Siena, Carlo Borromeo e due confratelli, del 1620, per la Confraternita di san Bernardino ad Alba;
- Martirio dei ss. Pietro e Paolo (affresco) nel 1621 per il monastero di san Pietro in Savigliano;
- Immacolata Concezione, Battesimo di Cristo e S. Nicola da Tolentino, tre pale d'altare per la chiesa di sant'Agostino a Carignano;
- Deposizione, 1623-24, per la chiesa di San Dalmazzo a Torino;
- S. Francesco in adorazione del Crocifisso, 1625, per il convento di santa Caterina in Savigliano
- Cristo crocifisso con i ss. Sebastiano, Rocco e due disciplinanti in orazione, 1626-27, ancòna del coro della chiesa di san Sebastiano a Cuneo;
- Deposizione, 1627, nella chiesa di S. Bernardino a Villafranca Piemonte;
- Coena Domini, 1627 nella chiesa di S. Maria della Pieve a Savigliano;
- Evangelisti, 1628-29, nei pennacchi della chiesa di san Sebastiano a Cuneo;
- Pentecoste, 1629, nella chiesa di sant'Andrea a Savigliano.

Gli sono inoltre attribuiti i dipinti dell'Annunciazione e della Visitazione nella chiesa di san Francesco d'Assisi di Torino